# Перлетто
Перлетто (итал. Perletto) — коммуна в Италии, располагается в регионе Пьемонт, в провинции Кунео.
Население составляет 311 человек (2008 г.), плотность населения составляет 31 чел./км². Занимает площадь 10 км². Почтовый индекс — 12070. Телефонный код — 0173.
Покровителем коммуны почитается святой Виктор Мавр, празднование 8 мая.

## Демография
Динамика населения:

## Администрация коммуны
- Официальный сайт: https://web.archive.org/web/20060820071236/http://www.comuneperletto.it/